# Air Moorea
Air Moorea (code AITA QE :  ; code OACI : TAH) était une petite compagnie aérienne française de Polynésie française. Air Moorea avait son siège dans l'aéroport international Tahiti Faa'a, Faa'a, Tahiti,.

## L’entreprise Air Moorea
Entre 1967 et 2010, Air Moorea a assuré la navette entre l'aéroport de Tahiti Faa'a (à Tahiti) et l'aérodrome de Temae à Moorea, en effectuant jusqu’à 40 vols quotidiens.
Les 17 kilomètres qui séparent les deux îles étaient alors parcourus en 7 minutes de vol.
Air Moorea était une filiale de la compagnie Air Tahiti laquelle assure le transport aérien inter-îles régulier en Polynésie française.
Depuis le 1er novembre 2010, la navette opérée en Twin Otter entre Tahiti et Moorea est suspendue, tournant ainsi une nouvelle page de l’histoire de l’aviation en Polynésie.

## La flotte
Air Moorea exploitait des Twin Otter DHC6-300 de 19 places.
Les trois appareils qui constituaient la flotte Air Moorea suivaient le programme régulier de maintenance imposé par le constructeur.
Air Moorea bénéficiait des agréments et des licences requises en tant que transporteur aérien français et en tant qu’organisme d’entretien agréé Part145.
Depuis sa création, Air Moorea faisait confiance au savoir-faire de VIKING.

## Historique
Air Moorea voit le jour en 1967, avec l’ouverture de la piste de Moorea. La société est créée par un passionné d’aviation, monsieur Georges Ravel.
La liaison aérienne avec l’île sœur est réalisée au moyen d’un Piper Cherokee VI, de 5 places.
En 1968, Marcel Lejeune, crée une compagnie pour assurer également la desserte de l’île sœur sous la raison sociale Air Tahiti. Sa flotte est alors composée d’un Cessna 206 de 5 places et un Piper Aztec de 3 places. Le Cessna est plus spécialement destiné à la desserte de Moorea tandis que le Piper réalise plus souvent des vols affrétés.
Pendant quelques mois, ces deux compagnies assurent donc les navettes entre Tahiti et Moorea.
En 1969, Air Moorea de Georges Ravel est rachetée par Marcel Lejeune.
Le Piper Cherokee VI intègre la flotte d’Air Tahiti.
En 1972, la flotte est complétée par des Britten-Norman (B-N2). 
“Le B-N2 est un avion rustique” raconte Jean GILLOT, ancien pilote et DG de la compagnie, “il est simple, il peut s’arrêter en 200 m et il est contrôlable dès qu’il est en l’air”. Avec son moteur à carburateur, le B-N2 réagit mieux aux démarrages à chaud qu’un moteur à injection et est donc idéal pour les sauts de puce que constituent les vols entre Tahiti et Moorea. Le temps de bloc vol à l’époque est déjà de 12 minutes.
AIR TAHITI fera l’acquisition de 6 B-N2. Ces appareils de 9 places (4 sièges biplaces + 1 passager assis à côté du pilote !) seront exploités par Air Moorea jusqu’en 2000.

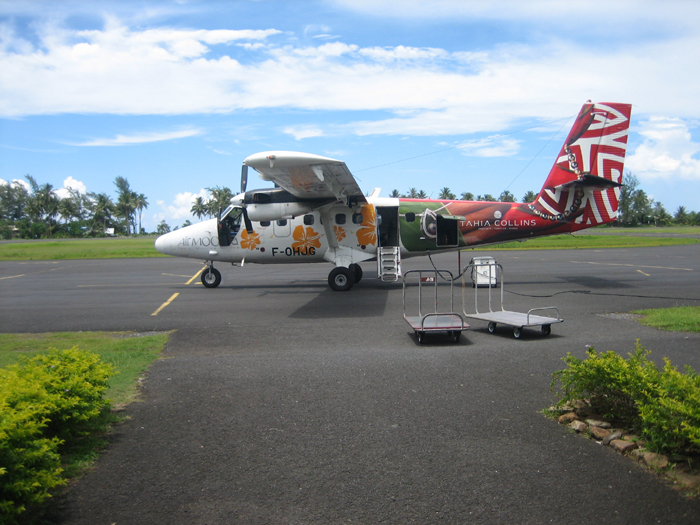
Twin Otter de la compagnie Air Moorea

En 1975, le premier Twin Otter [immatriculé F-OCFJ] est mis en exploitation sur la ligne, rapidement suivi d’un second. Avec 19 sièges passagers, ils effectueront, pendant 25 ans, la navette entre Tahiti et Moorea, dès le lever du jour et jusque parfois tard dans la nuit. 
Les 8 appareils réalisent un service de navette à la demande, et se tiennent prêts à décoller dès qu’un minimum de 8 passagers se présente.
Ne subissant pas la concurrence des bateaux, Jean Gillot se rappelle d’un week-end du 15 août, où près de 1200 personnes ont été transportées dans la journée.
L’avion est d’autant plus intégré au quotidien de l’époque que le slogan publicitaire de la compagnie est « 15 minutes d’attente maximum ! ».
Années fastes pour le trafic aérien entre Tahiti et Moorea, Air Tahiti a transporté, dans la décennie 70, jusqu’à 115 000 passagers par an (source : Jean Gillot).
Le 1er janvier 1987, la compagnie change à nouveau de dénomination sociale. Le nom d’Air Tahiti est modifié pour reprendre celui d’Air Moorea davantage représentatif de la desserte effectuée.
Le nom d’Air Tahiti est repris par ailleurs par la compagnie Air Polynésie.
La desserte de l’île sœur n’est pas affectée par ce changement d’identité.
Au fil des ans, la piste de Moorea verra des ATR d’Air Tahiti se poser sur l’île sœur, mais il s’agit de vols en  continuité de vols Iles-sous-le-vent, l’essentiel de la desserte étant effectué par les Twin Otter d’Air Moorea.

## Accidents
Le 9 août 2007, peu après 12 heures, un des Twin Otter (immatriculé F-OIQI) de la compagnie s'abîme en mer peu après son décollage de Temae sur l'île de Moorea (Polynésie française). Les 19 passagers et le pilote périssent dans le crash. Voir Vol 1121 Air Moorea.